# Cantone di Bagnols-sur-Cèze
Il Cantone di Bagnols-sur-Cèze è una divisione amministrativa dell'arrondissement di Nîmes.
A seguito della riforma approvata con decreto del 24 febbraio 2014, che ha avuto attuazione dopo le elezioni dipartimentali del 2015, è passato da 18 a 11 comuni.

## Composizione
I 18 comuni facenti parte prima della riforma del 2014 erano:
- Bagnols-sur-Cèze
- Cavillargues
- Chusclan
- Codolet
- Connaux
- Gaujac
- Orsan
- Le Pin
- La Roque-sur-Cèze
- Sabran
- Saint-Étienne-des-Sorts
- Saint-Gervais
- Saint-Michel-d'Euzet
- Saint-Nazaire
- Saint-Paul-les-Fonts
- Saint-Pons-la-Calm
- Tresques
- Vénéjan

Dal 2015 i comuni appartenenti al cantone sono i seguenti 11:
- Bagnols-sur-Cèze
- Cavillargues
- Chusclan
- Connaux
- Gaujac
- Orsan
- Le Pin
- Sabran
- Saint-Étienne-des-Sorts
- Saint-Pons-la-Calm
- Tresques